# S. A. R. S.
Sveže amputirana ruka Satrijanija (skraćeno S. A. R. S.) muzički je sastav iz Beograda, tačnije Resnika. Njihova muzika je svojevrsna kombinacija pop, rok, rege, hip-hop i bluz, muzike sa elementima tradicionalnog srpskog folka.

## Biografija benda
Bend su osnovali marta 2006. godine u Beogradu Aleksandar Luković Lukac i Dragan Kovačević Žabac. Prvu postavu benda činili su: Žarko Kovačević Žare (vokal), Dragan Kovačević Žabac (vokal), Vladimir Popović Hobbo (vokal), Aleksandar Luković Lukac (gitara), Miloš Kovačević Kriva (bas gitara), Branislav Lučić Beban (udaraljke), Goran Mladenović Japanac (bubnjevi) i Ivana Blažević Violina (violina). Svi članovi benda potiču iz različitih muzičkih miljea i interesovanja. U fuziji muzičkih pravaca i ideja iz kojih su potekli nastaje jedinstveni zvuk i stil benda. Nakon nekoliko manjih svirki po beogradskim klubovima i nastupa u niškom K.S.T.-u (Klubu studenata tehnike) u sklopu Mirovnog karavana, bend je doživeo krizu. Početkom 2008. godine, basista Kriva odlazi u vojsku, a Japanac i Violina napuštaju sastav, pa bend privremeno prestaje sa radom.
U tom periodu, prijatelj benda (Siniša - kum) upoznat sa njihovim radom, skida pesmu sa njihovog zvaničnog myspace profila i pravi video za pesmu Buđav lebac (snimljenu u skromnim uslovima kućne produkcije.), postavlja ga na YouTube
Pesma "Buđav Lebac" ostvaruje neverovatno veliku popularnost na prostoru Srbije i bivše Jugoslavije. "Buđav lebac" je najslušanija numera na Youtube-u u okviru srpsko-hrvatskog govornog područja (isključujući turbo-folk žanr). Uspeh i prihvaćenost pesme Buđav Lebac je poseban sociološki i kulturološki fenomen. Pogotovo uzimajući u obzir da se radilo o potpuno anonimnom bendu bez novčane podrške i klasične medijske promocije.
Buđav lebac je pesma benda alternativne, underground scene, čiji je jedini medijum prezentovanja bio internet.
Fenomen „buđavog lepca” je ohrabrio preostale članove da se ponovo okupe sredinom 2008. godine i da nastave snimanje demo pesama u Resničkoj laboratoriji zvuka (R.L.Z.). Jedan od tih demo snimaka, i to za pesmu "Ratujemo ti i ja", postavljen je na internet. Sastavu se pridružuju i novi članovi: Miloš Bakalović - Bakal (bubnjevi) i Boris Tasev - Bora (klavijature, harmonika).

## Prvi album "S. A. R. S."
Krajem 2008. godine bend dobija ponudu da snimi album za nacionalnu izdavačku kuću PGP RTS. Prvi album je, uz producentsku pomoć Đorđa Miljenovića (Skaj Viklera), završen za nekoliko meseci i objavljen je u martu 2009. godine. Tekstove su pisali Žabac i Hobbo, muziku i aranžmane su radili Žarko, Lukac, Skaj Vikler i ostali članovi benda, a među gostima na ovom izdanju pojavljuju se multi-instrumentalista Nemanja Kojić - Kojot (Eyesburn) koji je svirao trombon u pesmama „Ratujemo ti i ja“ i „Zubarka“, multiinstrumentalista Aleksandar Sale Sedlar Bogoev koji je svirao buzuki u istim pesmama, Nikola Demonja koji je u istim pesmama svirao saksofon, bubnjar Vladan Rajović - Vlada (Kanda, Kodža i Nebojša) koji je svirao u „Zubarki“. Istovremeno sa albumom, izašao je i animirani spot za pesmu Buđav lebac, koji je crtao srpski ilustrator Aleksa Gajić. Album je uskoro reizdala i izdavačka kuća Zmex.
Grupa je dobila nagradu za muzičko otkriće 2008. godine od TV Metropolisa. i osvojila je dve nagrade po izboru publike u glasanju koje je organizovao internet magazin Popboks za najbolji debitantski bend i najbolji singl u 2008. godini. Međutim, samo dva meseca kasnije, novinar Popboksa Uroš Smiljanić je debi album S. A. R. S.-a ocenio kao "tanak sloj prost(ačk)og humora i jeftinijeg formalnog eksperimentisanja razmazan preko debelog komada ničega" Na sajtu b92 svoju recenziju debi albuma grupe S. A. R. S. objavio je Uroš Milovanović
Srpska plivačica Nađa Higl je pred finalnu trku na 200 metara prsnim stilom u Rimu 2009. godine, u kojoj je postavila novi evropski rekord i postala svetski šampion, pevušila njihovu pesmu „Buđav lebac“. Kasnije joj je publika na dočeku ispred beogradske Gradske skupštine skandirala refren pesme, a na dočeku organizovanom u njenu čast u rodnom Pančevu, nastupila je i grupa S. A. R. S. kojoj se u pevanju priključila i sama Nađa.

## Promene u sastavu
U junu 2009. godine došlo je do velikih promena u sastavu benda. Hobbo, Kriva, Beban i Bakal nisu više članovi S. A. R. S.-a, a bendu su pristupili novi članovi: Nenad Đorđević - Đole (bas gitara), Tihomir Hinić - Tihi (bubnjevi), Petar Milanović - Pera (trombon, saksofon) i Sanja Lalić (prateći vokal).
Bivši članovi benda Hobbo (vokal), Kriva (bas gitara), Bakal (bubnjevi) i Violina (violina), te novi član Strašni (gitara) nastavili su rad u novom bendu pod nazivom VHS (Very Heavy S. A. R. S.).
U tom periodu, pojavljuje se i drugi po redu video sa aktuelnog albuma za pesmu Debeli lad, u kojem su se po prvi put široj javnosti predstavili novi članovi benda. U novembru 2009. godine pojavio se i treći po redu spot, i to za numeru Rakija Bend se pojavljuje i u emisiji "Fajront republika" na "FOX televiziji", i to sa pesmama "Buđav lebac" i "Rakija", a nastupa i na festivalu "Raskršće" i tom prilikom izvodi pesmu "Perspektiva". Bend je istu pesmu izveo i na jednom festivalu u Prijedoru gde je takođe nastupio. Tek 16. januara 2012. godine bend je objavio spot i studijsku verziju pesme "Perspektiva" .

## Turneja
Još u oktobru 2009. godine, bend započinje svoju prvu veliku turneju. Najpre svira 23. oktobra u Hali sportova u Velikoj Plani, zatim 29. oktobra u Smederevskom centru za kulturu, 31. oktobra u klubu "Nirvana" u Kikindi, 6. novembra u "Privilidž klubu" u Tuzli, 7. novembra u zagrebačkom klubu "Koloseum", 20. novembra u "Domu željezničara" u Sarajevu, da bi potom usledio veliki koncert 28. novembra u beogradskom "Domu omladine", kojim se ta turneja i završava. Tokom te turneje, bend je imao i još jedan zapažen nastup u Tuzli.
Po završetku turneje, bend ulazi u studio, kako bi snimio materijal za svoj sledeći album, što je i potvrđeno na zvaničnom sajtu, kao i na svim ostalim profilima benda. Tokom marta 2010. godine, bend se pojavljuje i na MTV-u, gde je imao vrlo zapažen nastup. Izlazak tog albuma očekuje se sredinom iste godine.
Početkom januara 2010. godine na RTS-u je krenula sa emitovanjem serija "Može i drugačije". S. A. R. S. potpisuje muziku koja se pojavljuje u seriji, kao i samu numeru koja se pojavljuje na odjavnoj špici.

## Drugi album "Perspektiva"
Drugi studijski album S. A. R. S. objavljen je u ponoć 31. decembra 2010. godine. Album je mogao besplatno da se preuzme sa lokalnih-regionalnih sajtova MTV-a i za tri meseca je postigao blizu 50 hiljada preuzimanja što je u tom trenutku bio veliki uspeh. Prvi singl je bila je pesma "To rade" autora Stefana Tarane, za koju je S. A. R. S. snimio spot koji je premijerno prikazan 21. februara 2011. godine. Pored pesme "To rade" snimljen je i spot za pesmu "Mir i ljubav". Zanimljivo je da se naslovna pesma "Perspektiva" nije našla na free download izdanju.

## Diskografija

### Studijski albumi
- S. A. R. S. (2009)
- Перспектива (2011)
- Кућа части (2013)
- Иҝоне поп културө (2014)
- Пролеће (2015)
- Последњи албум (2016)
- Глава (2019)

### Live albumi
- Мир и љубав (2015)

### Singlovi
- Живим на Балкану (2017)
- Љубав умире (2018)
- Тешко је (2018)

### Ostalo
- "Naša mala zemlja" (Brkati gosti, 2013)

## Spoljašnje veze
- zvanični sajt
- na fejsbuku
- na jutjubu
- Mi nismo puka senzacija, imamo štošta da kažemo („Politika”, 1. januar 2017)
- Ne preostaje nam ništa drugo nego da stisnemo zube i borimo se kako umemo (B92, 25. februar 2018)
- Posao u finansijama napustio zbog koncerata („Politika”, 29. decembar 2019)